# Weapons of Grass Destruction
Weapons of Grass Destruction es el título del sexto álbum musical del grupo de bluegrass de Estados Unidos Hayseed Dixie.
Como en sus anteriores trabajos, Weapons of Grass Destruction contiene varias versiones en clave bluegrass-rock de clásicos de la música popular como «Holidays in the Sun» (Sex Pistols), «Devil Woman» (Cliff Richard), «I Don't Feel Like Dancin'» (Scissor Sisters), «Strawberry Fields Forever» (The Beatles), «Breaking the Law» (Judas Priest), «Down Down» (Status Quo), «Paint It Black» (Rolling Stones) y «Poison» (Alice Cooper). Además contiene dos revisiones de temas tradicionales y cuatro composiciones propias, dos menos que en su anterior trabajo A Hot Piece of Grass.
La edición europea tiene 14 canciones más una canción oculta («Bar B Que»). La edición estadounidense cuenta con una canción extra, una versión de «I Got Erection» de Turbonegro. La edición alemana contiene, además de esta versión, otras dos, una de Rammstein («Mein Teil») y otra de Die Toten Hosen («Eisgekuhlter Bommerlunder»).
El álbum fue grabado en tres días (entre el 14 y el 16 de diciembre de 2006) y fue producido por el propio John Wheeler.

## Lista de canciones
1. «Holidays in the Sun» — 2:46
(Beverley/Paul Cook/Steve Jones/John Lydon)
2. «Devil Woman» — 3:16
(Terry Britten/Christine Holmes)
3. «I Don't Feel Like Dancin'» — 3:48
(Scott Hoffman/Jason Sellards/Elton John])
4. «She Was Skinny When I Met Her» — 1:57
(Zack Lyle/John Wheeler)
5. «Strawberry Fields Forever» — 3:12
(John Lennon/Paul McCartney)
6. «Before Your Old Man Gets Home» — 3:00
(Robert Jetton/John Wheeler)
7. «Breaking the Law» — 2:33
(K.K. Downing/Rob Halford/Glenn Tipton
8. «More Pretty Girls Than One» — 2:49
(Tradicional)
9. «Down Down» — 4:08
(Cross/Rick Parfitt)
10. «Walking Cane» — 3:21
(Tradicional)
11. «Paint It, Black» — 3:47
(Mick Jagger/Keith Richards)
12. «Hungover Brokedown» — 3:46
(Don Wayne Reno)
13. «Poison» — 4:06
(Desmond Child/Alice Cooper/John McCurry)
14. «The Rider Song» — 3:24
(Dale Reno/John Wheeler)
15. «Bar B Que» — 1:47

### Otras canciones
1. «Mein Teil»
(Richard Z. Kruspe/Paul Landers/Till Lindemann/Christian Lorenz/Christoph Schneider)
2. «I Got Erection»
(Knut Schreiner/Tomas Seltzer)
3. «Eisgekuhlter Bommerlunder»
(Die Toten Hosen)

## Personal
- Barley Scotch (John Wheeler): voz, guitarra y violín
- 'Reverend' Don Wayne Reno: banjo
- 'Deacon' Dale Reno: mandolina y guitarra
- Jake "Bakesnake" Byers: bajo

### Personal adicional
- Francis Rossi (Status Quo): guitarra en «Down Down»